# East Palo Alto
East Palo Alto est une municipalité américaine du comté de San Mateo, en Californie. Sa population s’élevait à 28 155 habitants lors du recensement de 2010, estimée à 29 684 habitants en 2016.

## Démographie
| Groupe                           | East Palo Alto | Californie | États-Unis |
| -------------------------------- | -------------- | ---------- | ---------- |
| Autres                           | 38,0           | 17,0       | 6,2        |
| Blancs                           | 28,8           | 57,6       | 72,4       |
| Afro-Américains                  | 16,7           | 6,2        | 12,6       |
| Océaniens                        | 7,5            | 0,4        | 0,2        |
| Métis                            | 4,8            | 4,9        | 2,9        |
| Asiatiques                       | 3,8            | 13,1       | 4,8        |
| Amérindiens                      | 0,4            | 1,0        | 0,9        |
| Total                            | 100            | 100        | 100        |
|                                  |                |            |            |
| Hispaniques et Latino-Américains | 35,6           | 37,6       | 16,7       |

Selon l'American Community Survey pour la période 2010-2014, 60,67 % de la population âgée de plus de 5 ans déclare parler l'espagnol à la maison, 26,39 % déclare parler l'anglais, 7,87 % une langue océanienne (principalement le tongien), 1,20 % le tagalog, 0,62 % le français, 0,60 % une langue chinoise et 2,66 % une autre langue.
| 1970   | 1980   | 1990   | 2000   | 2010   | - |
| ------ | ------ | ------ | ------ | ------ | - |
| 18 727 | 18 191 | 23 451 | 29 506 | 28 155 | - |

## Documentaire
Les relations conflictuelles de la ville avec les géants de la Silicon Valley ont fait l'objet d'un documentaire réalisé par Fabien Benoît, The Last Town, diffusé sur Arte en 2024.